# Fodbold under sommer-OL 1948
Fodbold ved sommer-OL 1948. Atten hold deltog i fodboldturneringen i London 1948. Turneringen blev afviklet mellem 26. juli og 13. august. Sverige slog Jugoslavien 3-1 i finalen og blev olympiske mestre. 

## Medaljer
| Fodbold OL 1948 London | Fodbold OL 1948 London | Fodbold OL 1948 London | Fodbold OL 1948 London | Fodbold OL 1948 London | Fodbold OL 1948 London |
| ---------------------- | ---------------------- | ---------------------- | ---------------------- | ---------------------- | ---------------------- |
| Nr.                    | Land                   | Guld                   | Sølv                   | Bronze                 | Totalt                 |
| 1.                     | Sverige                | 1                      | 0                      | 0                      | 1                      |
| 2.                     | Jugoslavien            | 0                      | 1                      | 0                      | 1                      |
| 3.                     | Danmark                | 0                      | 0                      | 1                      | 1                      |
| Totalt                 | Totalt                 | 1                      | 1                      | 1                      | 3                      |

| Dato      | OL-fodbold 1948 – ottendedelsfinaler | Resultat |
| --------- | ------------------------------------ | -------- |
| 31. juli  | Jugoslavien – Luxembourg             | 6 – 1    |
| 31. juli  | Danmark – Egypten                    | 3 – 1    |
| 31. juli  | Storbritannien – Holland             | 4 – 3    |
| 31. juli  | Frankrig – Indien                    | 2 – 1    |
| 2. august | Tyrkiet – Kina                       | 4 – 0    |
| 2. august | Østrig – Sverige                     | 0 – 3    |
| 2. august | Sydkorea – Mexico                    | 5 – 3    |
| 2. august | Italien – USA                        | 9 – 0    |

| Dato      | OL-fodbold 1948 – kvartfinaler | Resultat |
| --------- | ------------------------------ | -------- |
| 5. august | Tyrkiet – Jugoslavien          | 1 – 3    |
| 5. august | Sverige – Sydkorea             | 12 – 0   |
| 5. august | Frankrig – Storbritannien      | 0 – 1    |
| 5. august | Danmark – Italien              | 5 – 3    |

| Dato       | OL-fodbold 1948 – semifinaler | Resultat |
| ---------- | ----------------------------- | -------- |
| 10. august | Sverige – Danmark             | 4 – 2    |
| 11. august | Jugoslavien – Storbritannien  | 3 – 1    |

| Dato       | OL-fodbold 1948 – bronzefinale | Resultat |
| ---------- | ------------------------------ | -------- |
| 13. august | Danmark – Storbritannien       | 5 – 3    |

| Dato       | OL-fodbold 1948 – finale | Resultat |
| ---------- | ------------------------ | -------- |
| 13. august | Sverige – Jugoslavien    | 3 – 1    |

## Medaljevinderne
| Plats | Land | Spiler |
| ----- | ---- | --- |
| 1.    | SWE  | Torsten Lindberg, Knut Nordahl, Erik Nilsson, Bertil Nordahl, Birger Rosengren, Sune Andersson, Henry Carlsson, Kjell Rosén, Gunnar Gren, Gunnar Nordahl, Nils Liedholm, Börje Leander, Egon Jönsson, Stellan Nilsson |
| 2.    | YUG  | Franjo Šoštarić, Miroslav Brozović, Branko Stanković, Zlatko Čajkovski, Aleksandar Atanacković, Prvoslav Mihajlović, Rajko Mitić, Franjo Wölfl, Stjepan Bobek, Željko Čajkovski, Ljubomir Lovrić, Zvonimir Cimermančić, Bernard Vukas, Ivan Jazbinšek, Ratko Kacijan, Frane Matošić, Bela Palfi, Miodrag Jovanović, Kosta Tomašević, Josip Takač, Božo Broketa, Aleksandar Petrović |
| 3.    | DEN  | Ejgil Louis Nielsen, Hans Viggo Jensen, Knud Overgaard, Axel Pilmark, Dion Ørnvold, Tage Ivan Jensen, Knud Lundberg, Karl Aage Præst, Johannes Pløger, John Hansen, Jørgen Leschly Sørensen, Holger Seebach, Karl Aage Hansen |

## Statistik

### Målscorer
| 7 mål - Gunnar Nordahl - John Hansen 5 mål - Kjell Rosén - Henry Carlsson - Francesco Pernigo | 4 mål - Stjepan Bobek 3 mål - Gunnar Gren - Željko Čajkovski - Bob Hardisty - Emidio Cavigioli - Servaas Wilkes |

51°33′20″N 0°16′47″V / 51.55556°N 0.27972°V